# Oscar Perassi
Oscar Agustín Perassi (nacido en Villa Allende, Córdoba, el 8 de enero de 1949) es un político argentino que ejerció el cargo de Gobernador de la Provincia de Jujuy entre 1994 y 1995.

## Biografía
Nació en Villa Allende (Córdoba) el 8 de enero de 1949. Se recibió de técnico químico industrial en la Universidad Nacional de Córdoba.
Se recibió de Técnico Químico Industrial en la Universidad Nacional de Córdoba, donde cursando sus estudios se afilió al Partido Justicialista. En el año 1974 se radicó en la Provincia de Jujuy, donde trabajó en Altos Hornos Zapla.
Fue uno de los organizadores del justicialismo en la zona de Palpalá y durante los años 1980 alcanzó figuración a nivel provincial. Tuvo también actividad sindical, en la Asociación de Supervisores Metalúrgicos (A.S.I.M.R.A.), durante la década de los 80. En 1974 se radicó en Palpalá y trabajó en Altos Hornos Zapla.
En 1991 fue elegido diputado provincial por el justicialismo, donde ejerció como vicepresidente del cuerpo. Tras la renuncia del gobernador Carlos Ficoseco - que a su vez había reemplazado al también renunciante Roberto Domínguez - la legislatura provincial lo nombró gobernador de la provincia, cargo que asumió el 15 de abril de 1994.
Mantuvo un  enfrentamiento por el control de la legislatura por una fracción rival del justicialismo.
Se presentó como candidato a renovar su cargo en las elecciones de octubre de 1995, pero fue derrotado por el líder de la otra rama del justicialismo, Guillermo Eugenio Snopek, que lo sucedió en el cargo el 10 de diciembre de ese año.
Se postuló como candidato a diputado provincial en 1999, cargo que ejerció durante cuatro años.
Formando parte del Frente Primero Jujuy, partidario de Néstor y Cristina Fernández de Kirchner, pero opositor a los gobernadores Fellner y Barrionuevo, fue diputado provincial entre 2007 y 2011, y renovó su banca ese último año.
El 10 de diciembre de 2015, el radical Gerardo Morales lo nombra ministro de Gobierno y Justicia de la provincia, cargo que tiene hasta la actualidad.